# Pierre d’Oubril
Pierre d’Oubril, również Peter von Oubril, (ros. Пётр Яковлевич Убри, Piotr Jakowlewicz Ubri) (ur. 1775 w Moskwie, zm. 1847) – dyplomata rosyjski pochodzenia francuskiego.

## Życiorys
Jego ojciec przybył do Rosji z terenów obecnej Holandii. Podobnie jak ojciec, podjął służbę dyplomatyczną. Od 1801 był sekretarzem poselstwa rosyjskiego w Paryżu, w 1803-1804 został charge d'affaires. Od 2 maja do 9 czerwca 1806 roku przebywał w Paryżu z misja specjalną, podpisał w imieniu Rosji traktat pokojowy, którego ostatecznie nie ratyfikował car Aleksander I. Odwołany, popadł w niełaskę. W latach 1823–1824 poseł w Holandii, 1824-1835 w Hiszpanii oraz 1835-1847 w Związku Niemieckim.